# Józef Bannin
Józef Bannin właściwie Joseph Bannin (ur. 3 czerwca 1851, zm. 24 stycznia 1915 w Londynie) – irlandzki ksiądz katolicki, wikariusz generalny pallotynów w latach 1890-1895.
18 grudnia 1875 Joseph Bannin przyjął święcenia kapłańskie w Stowarzyszeniu Apostolstwa Katolickiego. W 1886 przybył do Argentyny wraz ze współbraćmi Williamem Whitmee i Bernardem Feeneyem. Osiadli w Buenos Aires i założyli tam Szkołę św. Patryka, która stała się kolebką pallotynów w Argentynie. Ks. Bannin wrócił do Europy w 1890, aby objąć stanowisko wikariusza generalnego pallotynów. Funkcję tę sprawował przez 5 lat. Zmarł 24 stycznia 1915 w Londynie. Pochowany na tamtejszym cmentarzu Kensal Green.